# اتحاد البث الأوروبي
اتحاد البث الاوربي أو ما يعرف اختصارًا بـ (EBU) (بالإنجليزية: The European Broadcasting Union)‏ هو اتحاد يضم 57 مؤسسة بث في 56 بلدا، و43 اذاعة في أكثر من 25 بلدا أخرى.
يعتبر هذا الاتحاد غير مرتبط بالاتحاد الاوربي، حيث أن المؤسسات المنضوية تحت هذا الاتحاد هي شركات راديو وتلفزيون، اما حكومية أو خاصة أو عامة.
المؤسسات ذات العضوية في هذا الاتحاد الأكثر فعالية تمتد من أيرلندا إلى روسيا، متضمنة أغلب الدول الاوربية.
والمؤسسات العضوة الأخرى في دول خارج القارة الاوربية، مثل كندا واليابان والمكسيك والهند والصين ودول أخرى
المؤسسات المرتبطة الأخرى في القارة الأمريكية هي شركة أي بي سي أي بي سي وشركة سي بي أس سي بي إس وشركة أن بي سي هيئة الإذاعة الوطنية وغيرها العدد من المحطات.

## النشاطات التقنية
أن الهدف الرئيسي من اتحاد البث الاوربي هو تقديم الدعم التقني للشركات البث المنضوية تحته في ظل تحديات التكنولوجيا المعاصرة، وتتضمن الخدمات الدعم المعلوماتي، والدعم الفني، والدورات التدريبية، كما يقوم الاتحاد بتسهيل التعاون التقني بين المؤسسات التي يضمها.